# StreetStrider

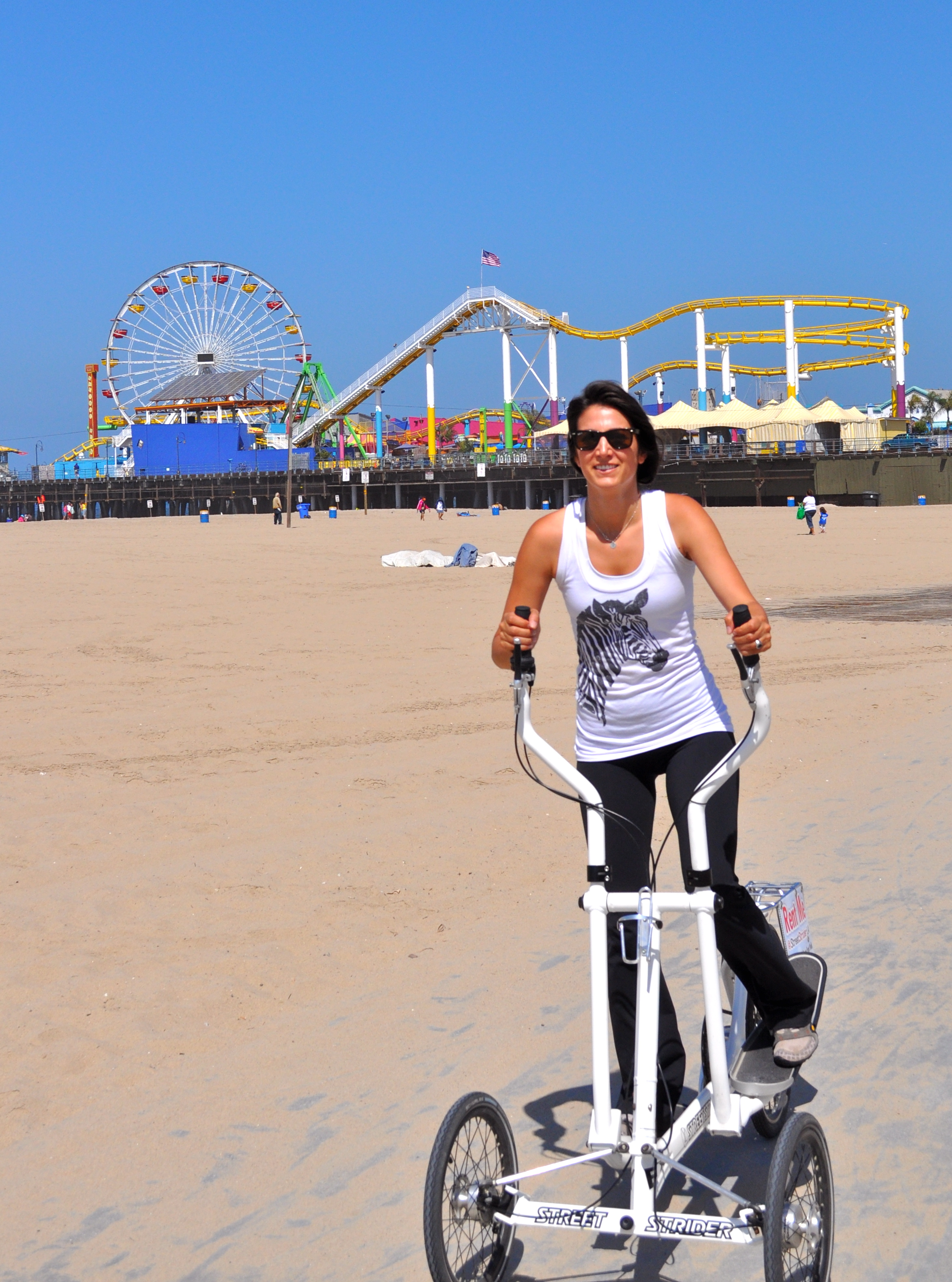
Mujer utilizando un StreetStrider

StreetStrider es el nombre comercial de un entrenador elíptico móvil. El StreetStrider consta de un bastidor inferior en forma de T, al cual están unidas dos ruedas delanteras y una rueda trasera que contiene un conjunto de accionamiento, y un bastidor en posición vertical al que están unidos dos palancas de brazo de movimiento alternativo. Dos plataformas de pie alargadas a ambos lados del bastidor inferior están unidos a las manivelas, como parte del conjunto de accionamiento, que, como ocurre con la transmisión de bicicleta, también incluye una caja, un eje de rotación, y una caja de cambios que traslada la rotación del eje a la caja. El conjunto de accionamiento StreetStrider puede ser tanto un sistema de accionamiento directo con cadena o sin cadena, dependiendo del modelo. Fue desarrollado por David W. Kraus.